# Petegemberg
De Petegemberg is een heuvel in Petegem-aan-de-Schelde tussen Oudenaarde en Anzegem. Met een hoogte van 62 meter geeft het een mooi uitzicht op het dal van de Schelde en de Vlaamse Ardennen. Hier is ook een picknickplaats ingericht.

## Wielrennen
De helling wordt opgenomen in wielerwedstrijden. De bekendste is Nokere Koerse.
De helling is ook opgenomen in de gele lus van de recreatieve fietsroute Ronde van Vlaanderenroute.